# デスカフェ
デスカフェ（英: A Death Cafe）は、食べ物や飲み物、通常はお茶とケーキを飲みながら死について話すことを目的とした、定期的に開催される非営利の集まりである（主催者は「ソーシャル・フランチャイズ」と呼ぶ）。
このアイデアは、 2004年に最初のカフェモーテル（仏: café mortel、意味は、いつかは死ぬ、致命的な、死ぬほど辛い）を組織したスイスの社会学者で人類学者のバーナード・クレッタズによるものである。英国のウェブ開発者ジョン・アンダーウッドはクレッタズの仕事に触発され、2011 年にロンドンに、デスカフェを紹介し、デスカフェのウェブサイトを立ち上げた 。それ以来、多くの国で開催されている。

## 形式と目的
デスカフェは、常設の喫茶店ではなく、通常 2 時間程度のイベントである。通常、10数名の参加者があり、死と臨終（dying）についての理解、考え、夢、恐怖、その他死と臨終のあらゆる側面について自由に話し合うものである。お茶とケーキは、何でも話し合えるような雰囲気と支え合うような環境を作り出すのに役に立つ。一部のデスカフェでは、医療専門家が死について話す機会を特別に設けている。会場には、レストランやカフェだけでなく、自宅や貸しホールも含まれる。墓地やパオ（ゲル）も会場に使用されている。
アンダーウッドが作成したデス・カフェのウェブサイトには、その目的が「人々が（有限な）人生を最大限に活用できるようにすることを目的として、死に対する意識を高めること」と記されている。
世話人たちは、恐怖を軽減し、人々がもっと生きられるようにするために、死という「最後のタブー」が置かれている「クローゼットを開ける必要がある」と語っている。クレッタズは、自分の目的は死の話題をめぐる「圧制的な秘密主義」を打ち破ることであり、これらの集会では「集まった仲間は、一瞬にして、そして死のおかげで本物の仲間に生まれ変わる」と述べている。アンダーウッドは「我々はこれまで直面しなければならない最も重大な出来事の一つをコントロールできなくなった」と語っている。
デスカフェは、特に見知らぬ人と死について話すことのタブーを緩和するのに役立ち、人々が死んだ後の自分の願いを表現することを後押ししてきた。自由回答型のディスカッションは、家族の死によってかき立てられた自分自身の人生についての考えを表現する手段も提供する。ある解説者によると、クレッタズは「生者が心に重荷を負っているものを手放しながら絆を新たにする」という異教の伝統である葬儀を復活させたかったという。

## 歴史
クレッタズは2004 年にヌーシャテルで最初のカフェモーテルを組織し、2010 年にそのアイデアをパリに持ち込んだ。
彼は"Cafés Mortels: Sortir la Mort du Silence (死のカフェ: 沈黙から死をもたらす)"というタイトルの本を2010年に出版した。2011年、クレッタズに触発され、彼の指導を受けて、アンダーウッドは自宅で初のロンドン・デス・カフェを開催した。
その後、彼は自分の母親で心理療法士のスーザン・バースキー・リードとともにガイドラインを作成し、デス・カフェのウェブサイトを開発し、そのコンセプトは世界的に広まった。
米国初のイベントは、 2012年夏にオハイオ州コロンバス近郊でホスピス職員のリジー・マイルズによって企画された。
2014 年 6 月には、このアイデアは香港に広がり、その後、がん患者にホスピスサービスを提供する非営利団体によって上海でも広まった。2013年2月、ロンドンでデスカフェの撮影が行われた。最初のラテン系デスカフェは2015年4月25日にサンディエゴで開催され、東海岸での最初のカフェは2019年9月19日にペンシルベニア州ランカスターで開催された。
ドイツ語圏では、デスカフェではなく、「Café Totentanz」（カフェ 死の舞踏）または「Totentanz-Café」という表現が使われている。
アンダーウッドは2017年6月に亡くなった。それ以来、デス・カフェは母親、妹のジュールズ・バースキー、そして妻のドナ・モロイによって経営されている。ジャック・フォン（Jack Fong）による質的研究"The Death Café Movement: Exploring the Horizons of Mortality"(デスカフェ運動 :死の必然性の地平を探る )が、 2017 年に出版されている。すでに欧米を中心に70ヵ国以上の国々で開催され、日本国内では2012年ころから開催され、現在は、オンラインを中心に、東京や京都など少なくとも20か所で開設されている。日本では、僧侶、看護師、心理カウンセラー、図書館司書、介護士、終活コーディネートをしている葬儀社などさまざまな職種のひとたちによってデスカフェが主催、開催されている。日本の厚生労働省は、デスカフェに似た趣旨で、もしものときのために、あなたが望む医療やケアについて前もって考え、家族等や医療・ケアチームと繰り返し話し合い、共有する取組を「人生会議」(アドバンス・ケア・プランニング）と名付けて、2018年から普及、啓発活動を進めている。

## 関連文献
- 吉川直人、萩原真由美『デスカフェ・ガイド　～「場」と「人」と「可能性」～』クオリティケア、2021年
- Bernard Crettaz. Cafés Mortels: Sortir la Mort du Silence. Geneva: Labor et fides, 2010. ISBN 9782830913903. (フランス語).
- Jack Fong. The Death Café Movement: Exploring the Horizons of Mortality. London: Palgrave-Macmillan Cham, 2017. ISBN 978-3-319-54255-3.
- 吉川直人「国内のデスカフェの現状と可能性 : 多死社会を支えるつながりの場の構築」『京都女子大学生活福祉学科紀要』第015巻、京都女子大学家政学部生活福祉学科、2020年2月、39-44頁、CRID 1050003824800855040、hdl:11173/2956、ISSN 1349-5984。